# Semeniwka (Kramatorsk)
Semeniwka (ukrainisch Семенівка; russisch Семёновка Semjonowka) ist ein Dorf in der Oblast Donezk.
Das Dorf, welches 1785 zum ersten Mal schriftlich erwähnt wurde, ist nach seinem Gründer, dem Großgrundbesitzer (Pomeschtschik) Semjon Masjukow, benannt. Es liegt am Kasennyj Torez, im Ort befindet sich ein 1958 gegründetes psychiatrisches Krankenhaus.
Im Verlauf des Kriegs im Donbas wurde der Ort 2014 durch pro-russische Truppen besetzt, wurde aber nach 3 Monaten wieder durch ukrainische Truppen befreit.
Am 12. Juni 2020 wurde das Dorf ein Teil neugegründeten Stadtgemeinde Kramatorsk, bis dahin war es Teil der Stadtratsgemeinde von Kramatorsk.
Am 17. Juli 2020 wurde der Ort ein Teil des Rajons Kramatorsk.